# Hjortsberga-Kvenneberga distrikt
Hjortsberga-Kvenneberga distrikt är ett distrikt i Alvesta kommun och Kronobergs län.
Distriktet ligger väster om Alvesta.

## Tidigare administrativ tillhörighet
Distriktet inrättades 2016 och utgörs av en del av området som Alvesta köping omfattade till 1971, den del som före 1967 utgjorde socknarna Hjortsberga och Kvenneberga.
Området motsvarar den omfattning Hjortsberga med Kvenneberga församling fick 1957 när socknarnas församlingar gick samman.